# Hofkonditorei Café Seelos

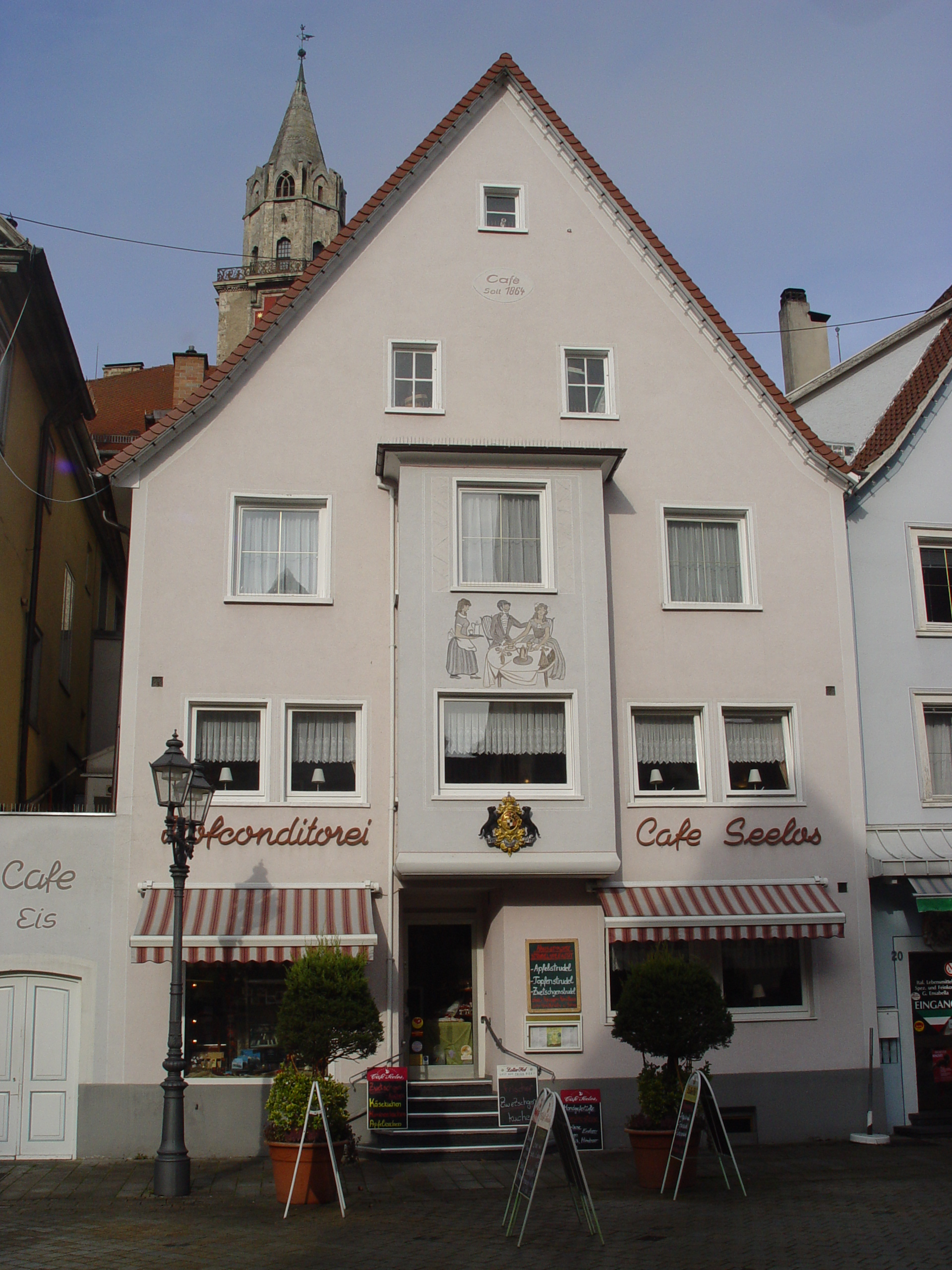
Café Seelos, dahinter das Schloss Sigmaringen (2009)

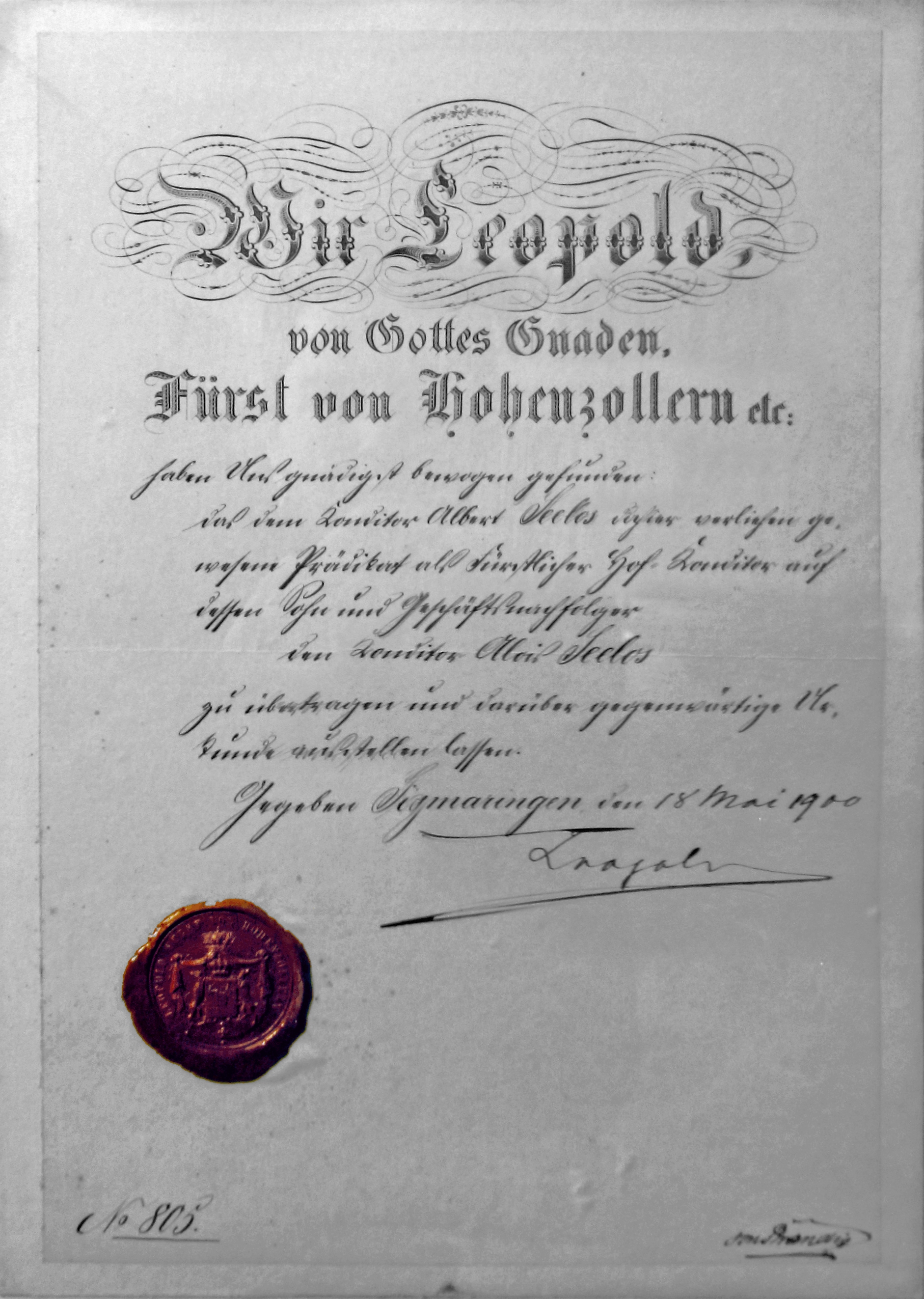
Hoflieferantendiplom an Alois Seelos vom Fürsten Leopold (1900)

Die Hofkonditorei Café Seelos ist eine historische Konditorei in Sigmaringen an der Fürst-Wilhelm-Straße 22.

## Geschichte
Die Geschichte des Hauses an der Fürst-Wilhelm-Straße reicht mindestens bis ins Jahr 1572, als die Witwe Margarethe Roy, geb. Fröhlich, dort wohnte. Im Laufe der Jahrhunderte wechselte es öfters den Besitzer. Die Familie Seelos war um 1720 mit dem fürstlichen Leibkutscher Andreas Seelos aus Sonthofen nach Sigmaringen gekommen. Am 12. Mai 1864 übernahm Albert Seelos († 1914) das Haus Fürst-Wilhelm-Straße 22 vom Hofkoch Josef Wiedlinger. Als Albert Seelos 1864 seine Konditorei eröffnete, hatte Sigmaringen 2.600 Einwohner. Neben der Konditorei hatte Albert Seelos noch eine Spezereihandlung und baute neben dem Laden noch ein damals kleines Café ein, das schon bald einen guten Ruf bekam. 1900 übergab er das Geschäft seinem Sohn Alois. Fürst Leopold von Hohenzollern-Sigmaringen bestätigte den Hoflieferantentitel erneut. Der Wortlaut der Urkunde vom 18. Mai 1900 lautet:

„Wir Leopold, von Gottes Gnaden Fürst von Hohenzollern, haben uns gnädigst bewogen gefunden, das dem Konditor Albert Seelos, dahier, verliehen gewesene Prädikat als Fürstlicher Hofkonditor auf dessen Sohn und Geschäftsnachfolger Alois Seelos zu übertragen und darüber gegenwärtig Urkunde ausstellen zu lassen.“

Unklar ist, wann genau Albert Seelos den Titel erhielt. Dem Nachfolger genehmigte Fürst Friedrich von Hohenzollern-Sigmaringen den Titel weiterzutragen.
Seelos gab das Spezereigeschäft im Laufe der Zeit auf, baute aber die Konditorei weiter aus, wobei ihn seine Frau Helene, Tochter des Sigmaringer Metzgermeisters Alois Raminger, unterstützte. Nach der Inflation 1914 bis 1923 wurde das erste Stockwerk als Café ausgebaut. Seit 1939 führte Alois Seelos junior mit seiner Frau Martina geb. Henselmann das Geschäft. Ihr Vater, ursprünglich aus Laiz und wohnhaft in Freiburg, starb im Zweiten Weltkrieg. 1953 wurde der untere Raum nochmals vergrößert und das Äußere renoviert.
Die Konditorei wurde schließlich von der Familie Seelos aufgegeben. Seit 1996 sind der Betreiber die Gebrüder Huthmacher aus Sigmaringen. Seit 2009 ist das Haus im Besitz der Familie Kraiss, der Pachtvertrag für die Hofkonditorei wurde verlängert.
Das Café Seelos und die „Semmeringer Fasnet“ waren eng miteinander verbunden. Der Besitzer war lange Präsident der Narrenzunft „Vetter Guser“, die Konditorei war traditionelle Herberge des Elferrates. Es gibt eine Urkunde über die Ernennung zum „Herbergsvater“ und bekannt war das „Treffpunkt Zuckerzimmer“.
Die Konditorei ist Mitglied des Landesinnungsverbands des Konditorenhandwerks Baden-Württemberg Innung Sigmaringen-Zollernalb.

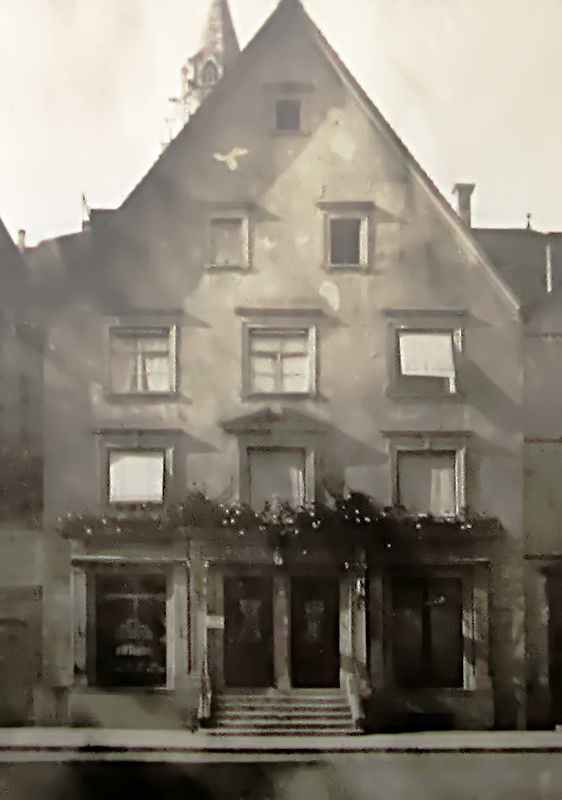
Hofkonditorei Café Seelos in alten Zeiten
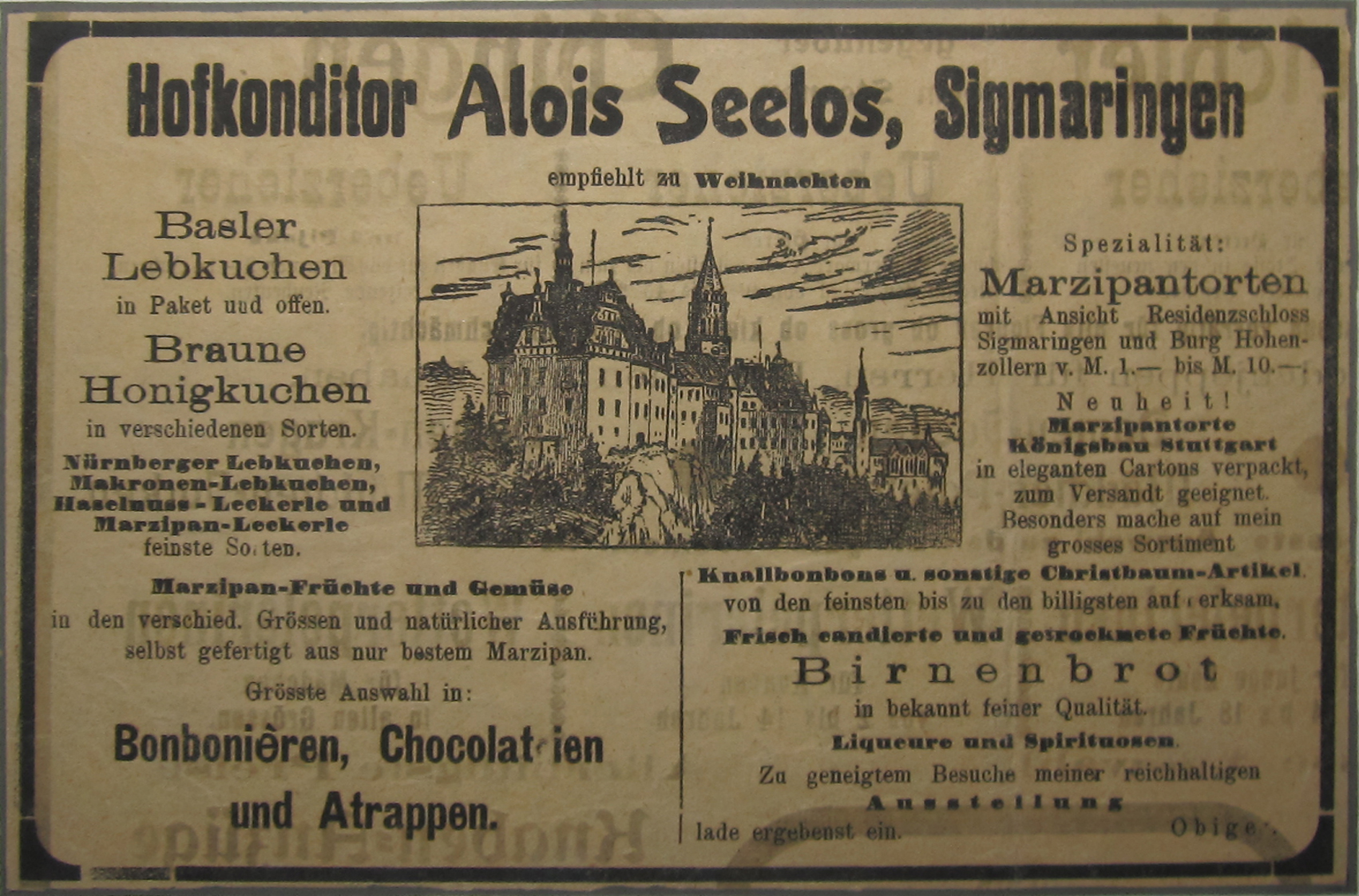
Werbung zur Weihnachtszeit (vor 1918)

## Produkte
Hergestellt wurden Modelle vom Stuttgarter Königsbau, vom Schloss Sigmaringen und von der Burg Hohenzollern aus Marzipan. Neben Marzipan-Torten waren auch Marzipan-Früchte. Viele Sorten von Pralinen werden ohne Konservierungsmittel hergestellt. Der Hochadel wurde beliefert sowie der König von Rumänien. Ab den 1940er Jahren wurde die Konditorei zusätzlich Generalvertreter für Sekthersteller. Verkauft werden Produkte der Unternehmensgruppe Fürst von Hohenzollern wie Schokolade, Pralinen und der Sekt „Prinz von Hohenzollern“.